# Guido Masanetz
Guido Masanetz, né le 17 mai 1914 à Frýdek-Místek et mort le 5 novembre 2015  à Berlin, est un directeur musical, compositeur et chef d'orchestre allemand.

## Biographie
Guido Masanetz est l'un des musiciens les plus importants et les plus prolifiques de l'ex-RDA. Il étudie le piano et la direction d'orchestre à Pilsen. Très rapidement, outre ses activités de chef d'orchestre, il se consacre à la composition. En 1939, il est engagé au théâtre de Brno, où est créée, en 1941, son opérette Barbara. Après la Seconde Guerre mondiale, il travaille au Grenzlandtheater de Zittau, en Saxe. Il devient ensuite, à Berlin, directeur musical du Staatliche Volkskunstensemble de RDA.
Masanetz compose de nombreuses musiques de films, en particulier pour des films fantastiques. Il connaît le succès avec son opérette In Frisco ist der Teufel los, jouée dans le monde entier. Il compose des lieder pour Rudi Schuricke : Bunte Lampions (1946) et, en 1962,  Seemann hast du mich vergessen ?. En 1979, il reçoit le Prix d'art de la RDA ((de) Kunstpreis der DDR), et le Prix national de la République démocratique allemande. En 1974, on lui décerne l'Ordre du mérite patriotique (bronze en 1974 et argent en 1989). En 2005, Guido Masanetz est nommé directeur musical de l' Elblandfestspiele de Wittenberge et en 2008, membre honoraire ordinaire de l'Europäischen Kulturwerkstatt (EKW) à Berlin.

## Œuvres principales
- Barbara, opérette, 1939/1941
- Die Reise nach Budapest, opérette, 1942
- Die Mandelblüte, comédie musicale, 1948
- Der Wundervogel, comédie musicale, 1955
- Wer braucht Geld ?, comédie musicale, 1956
- In Frisco ist der Teufel los, comédie musicale, 1962
- Mein schöner Benjamino, comédie musicale, 1963
- Sprengstoff für Santa Ines, comédie musicale, 1973
- Vasantasena, comédie musicale, 1978